# Ad infinitum
Ad infinitum és una frase llatina que significa "(fins) a l'infinit" o "per sempre més".
Depenent del context, ad infinitum vol dir "continuar per sempre, sense límit" i això es pot utilitzar per a descriure un procés que no s'acaba mai, un procés el cicle del qual no deixa de repetir-se, o un conjunt d'instruccions que es repetiran "per sempre", entre altres usos. També es pot utilitzar d'una manera semblant a la frase llatina etcètera, per a indicar paraules o un concepte que continua més enllà del que es mostra. Alguns exemples inclouen:
- "La seqüència 1, 2, 3, ... continua ad infinitum".
- "El perímetre d'un fractal es pot dibuixar iterativament ad infinitum ".

El símbol {\displaystyle \dots } (el·lipsi o punts suspensius) (fins a l'infinit) a les matemàtiques va ser introduït per François Viète a la seva obra Canon mathematicus (1570), per a indicar la interminable prossecució de dígits del valor del número pi.